# Simfonia núm. 1 (Szymanowski)
La Simfonia núm. 1 en fa menor, op. 15, va ser composta pel compositor polonès Karol Szymanowski entre 1906 i 1907.
Szymanowski va lluitar amb la composició. Va escriure en una carta de 1906 que anava a "resultar ser una mena de monstre contrapuntístic-harmònico-orquestral" i va arribar a dir "no m'agrada". Només va completar el primer moviment i el final i aquests dos moviments van tenir una única actuació a la Filharmònica de Varsòvia, dirigida per Grzegorz Fitelberg el 26 de març de 1909, abans que Szymanowski retirés la partitura. La següent actuació, sota el mateix director, va tenir lloc el 6 d'octubre de 1938, després de la mort de Szymanowski, a la Ràdio Polonesa de Varsòvia.
La simfonia està escrita per a 3 flautes, 3 oboès, 4 clarinets, 3 fagots, 6 trompes, 3 trompetes, 3 trombons, tuba, percussió (4 intèrprets), 2 arpes i cordes.
Els dos moviments que va instrumentar són:
- I Allegro moderato
- II Allegretto con moto grazioso

El temps de reproducció és d'uns 20 minuts.

## Enregistraments
- Chandos - Orquestra Simfònica de la BBC, dirigida per Edward Gardner
- LSO Live - London Symphony Orchestra, dirigida per Valery Gergiev
- Naxos - Orquestra Filharmònica Estatal de Polònia (Katowice), dirigida per Karol Stryja
- Naxos - Orquestra Filharmònica de Varsòvia, dirigida per Antoni Wit